# 吉賀頼貞
吉賀 頼貞（よしか よりさだ）は、戦国時代から安土桃山時代にかけての武将。石見吉見氏の家臣。

## 生涯
石見国の国人・吉見正頼に仕える。
永禄4年（1561年）の門司城の戦いに従軍。同年10月5日、豊前国沼之江にて大友軍の首一つを挙げ、11月8日に正頼から感状を与えられた。
永禄12年（1569年）の大内輝弘の乱の際には、上領頼規に従って上領頼武や伊藤実信と共に山口への救援として駆けつけ、10月13日に山口の宮野口で城井小次郎率いる大内輝弘軍1000と交戦。この戦いで頼貞は槍傷を負いながら奮戦したが、上領頼武と伊藤実信らが戦死している。同年11月30日、宮野口での奮戦を吉見正頼から賞された。
天正8年（1580年）11月15日、吉見広頼から長門国阿武郡高佐郷のうちの竹下5石余足、吉部郷の内の須賀谷2石5斗足、得佐郷の内の六郎大夫名2石4斗足、大井郷のうちの宗光名1石余足、合計10石9斗余足の地を与えられた。
その後の動向は不明。